# Шарени ливадар
Шарени ливадар (лат. Carterocephalus palaemon) врста је дневног лептира из породице скелара (лат. Hesperiidae).

## Распрострањеност и станиште

### Распрострањеност
Овај лептир је широко раширен у северној и делу централне Европе, иако није пронађен у Италији, Данској, Ирској и Португалу. Лептир је веома локалан у Шпанији, Уједињеном Краљевству и Грчкој. По правилу, лептир не насељава медитерански басен.
Људске активности и уништење станишта довеле су до нестанка или значајног смањења појединих популација овог лептира у Европи. Можда најбољи пример за то је нестанак овог лептира са територије Енглеске, још 1976. године, мада у Шкотској још увек постоје стабилне популације. 1990. године Енглези су покушали да обнове популације овог лептира у централној Енглеској, где је раније био раширен, али безуспешно.
Ван Европе, овај лептир насељава широк простор северне и централне Азије, преко Јапана па све до Великих језера у Северној Америци. Јужна граница распрострањености овог лептира у Северној Америци је северна Калифорнија.

### Распрострањеност у Србији
У Србији ова врста насељава брдско-планински део земље, иако не захтева велику надморску висину (у Србији се среће у распону од 300-1.600мнв.). Код нас, врста се може срести на Хомољским планинама, Старој планини, Озрену, Ртњу, Тари, Јадовнику, Златибору, Вршачком брегу, те на Пештерској и Власинској висоравни. Такође постоје и непоуздани историјски подаци о постојању ове врсте у околини Београда и Горњем Подунављу.

### Станиште
Лептир као станиште бира углавном влажне и/или заклоњене ливаде, те пропланке у окриљу шума. Још један од захтева ове врсте је и присуство појединих биљака из фамилије трава (Poaceae), посебно оних из родова Molinia, Brachypodium, Bromus, Calamagrostis и Poa.

## Животни циклус
Након парења, женка полаже јајашца на влати траве, јајашца су у почетку бела и у њима се може приметити беличаста течност. Након пар дана, та течност се замути и јајашца постану тамнија, на послетку, односно један или два дана пре излегања, у јајашцету се већ може приметит малена гусеница. Женка јајашца полаже од средине маја па све до почетка јула, у зависности од надморске висине. У зависности од температуре ваздуха и надморске висине, гусеница се излегне у периоду од 7-10 дана.
Као што је већ наведено, гусеница овог лептира се храни на биљкама из фамилије трава (Poaceae), и то на родовима: Molinia, , , Calamagrostis и Poa. Након што се излегне из јајашцета, мала гусеница почиње да увија један или више листова траве фином свилом, и тако прави склониште од грабљиваца и паразитоида преко дана. Гусеница цео дан проведе у овом склоништу, а у току ноћи излази из њега и храни се листовима траве, неретко и самим склоништем. Када потпуно поједе једно, гусеница прелази на друге листове и од њих поново прави ново склониште. Гусеница зиму проводи у склоништу које направи. Пре хибернације, гусеница је бледо зелена, док је по завршетку хибернације бледо беж. У пролеће након завршене хибернације гусеница више неће јести, већ ће се улуткати чим се временске прилике стабилизују.
Гусеница ће се улуткати у истом том склоништу у ком је провела зиму. Боја лутке је бледо беж или крем, са смеђим линијама дуж дорзалне и латералне стране. Овако обојена лутка је савршено камуфлирана са сувом травом.
Имаго креће да излеће већ крајем априла на мањој, а половином маја на већој надморској висини. Животни век лептира није више од два месеца, односно до краја јуна лептир је на већини надморских висина завршио генрацију, иако се истрошени примерци могу видети чак и до половине јула на надморској висини већој од 1.500м. У целој Европи лептир има једну генерацију годишње.

## Опис врсте
Ово је мали лептир, са распоном крила од 25-28мм, иако поједине женка понекад могу достићи и 30мм. Полни диморфизам није изражен, иако су по правилу женке нешто веће од мужјака. Врста има мало тело, узак абдомен, са дорзалне и вентралне стране прекривен кратким смеђим длачицама, са латералне стране прекривен нешто дужим, жутим длачицама. Пронотум је шири од абдомена, прекривен кратким смеђим и жутим длачицама са дорзалне стране, изразито длакав са латералне стране. Крила са горње стране су углавном тамносмеђа, са мање или више жутих шара, док на доњој страни крила преовладава жутосива, са упечатљивим жутим пегама. 
Врста је карактеристична и лака за идентификацију, једина слична врста у Европи је Carterocephalus silvicola (Meigen, 1829), присутна у Немачкој, Данској, Чешкој, Словачкој, Пољској, Украјини, Белорусији, Балтичким и Скандинавским земљама.